# Уест Майн крий
Уест Майн крий (на английски: West Main Cree) обикновено са наричани Суомпи (блатни) крий. Името се отнася до индианците, живеещи в низината около западния бряг на залива Джейнс и Хъдсъновия залив, от Мус Ривър в източно Онтарио, до река Чърчил в северна Манитоба. Наречени са Уест Майн крий, за да се различават от роднините си Ийст Майн крий.
Основно жилище на Уест Майн крий е конична колиба от пръти подобна на типи, покрита с кора или кожи, а през зимата и с пръст. Облеклото им било изцяло от кожи и включвало набедреник, гамаши, мокасини, наметала, шапки, ръкавици и ризи за мъжете, и рокли, гамаши, мокасини, наметала, шапки и ръкавици за жените. И двата пола боядисвали и татуирали лицата си, а мъжете изскубвали космите по лицето и тялото си. Основна социална единица е домакинството, включвало обикновено 2 семейства. Между 2 и 10 домакинства образували една местна група ръководена от вожд.
Подразделения:
- Олбани (Ке’шичиуан, Касичуан)
- Атавапискат (Атаоуабоускатоек)
- Монсони (Омо’сони’у)
- Нипигон
- Пискотагами (Пискуата’камий)
- Севърн (Уа’шаха’у-си’пий, Уа’шаха’уи-си-пий)
- Уиниск (Уи’наск)
- Уинипег – 2 групи, които се наричат Уи’нипе’ко’уак

Първият търговски пост е построен в земите им в Рупърт Хайс през 1671 г. Следващите са Форт Нелсън в Йорк Фактори, Форт Севърн и Форт Чърчил (Принс ъф Уелс) и Форт Олбани. До средата на 19 век индианците от Атавапискат и Уиниск търгуват във Форт Олбани. След 1882 г. Компанията Хъдсън Бей основава нов пост в Уиниск, а през 1893 г. друг малък пост на залива Джеймс, между Форт Олбани и Уиниск.